# Насау-Узинген
Насау-Узинген (на немски: Nassau-Usingen, Haus Nassau-Usingen) е линия на фамилията Дом Насау и се образува през 1659 г. с линиите Насау-Саарбрюкен и Насау-Отвайлер чрез подялба на къщата Насау-Саарбрюкен (валрамска линия). От Дом Насау-Узинген произлиза Фридрих Август, първият херцог на Насау.
Територията на Свещената Римска империя първо е графство, след това княжество и херцогство с резиденция град Узинген (в Хесен).
Тримата синове на княз Вилхелм Лудвиг от Насау-Саарбрюкен разделят на 31 март 1659 г. територията на Насау. Валрад получава Узинген и става основател на новия клон.
При основаването през 1659 г. територията има 32 селища с около 3000 жители.

## Графове/князе
Графове, от 1688 г. князе, на Насау-Узинген (1640 – 1806)
- Валрад (1659 – 1702), става княз 1688
- Вилхелм Хайнрих (1702 – 1718)
- Карл (1718 – 1775)
- Карл Вилхелм (1775 – 1803)
- Фридрих Август (1803 – 1816), става 1806 херцог на Насау.

## Други известни личности
- Йохан Адолф фон Насау-Узинген (1740 – 1793), граф на Саарбрюкен и Сарверден, френски и пруски генералмайор